# 隙鬼間の蟲
『隙鬼間の蟲』（すきまのむし）は、携帯電話向けのホラーテキストアドベンチャーゲーム。

## 概要
株式会社セガが運営・提供する携帯サイト、★ぷよぷよ!セガアプリのコンテンツの一つ。Docomo、Au、Softbankで配信中。
他人の過去を追体験できる『スキマ』に入り込んで怪事件の謎を解き明かすホラーアドベンチャー「隙鬼間」の続編。前作から数ヶ月後のとある田舎町、枚坂町を舞台とする。
各巻2話ずつの合計6巻構成。話数や巻数には漢数字の大字が使われる（第壱拾弐話など）。
全体で8つのバッドエンドと1つのノーマルエンド、6つのグッドエンドが存在するマルチエンディング形式。
アプリの起動時に月額登録確認が行われ、初回の認証を行った日から翌週の月曜日になると次巻のデータがダウンロードできる。1周クリアに約5週かかるが、それ以降は巻の入れ替えは自由となる。

## あらすじ
東京で暮らしていた女子高生の加々美みなもはある日差出人不明の手紙を受け取り、自分が両親の本当の子供でないことを知る。「枚坂町へ来れば本当の親を教えてやる」と書かれた手紙の内容に従い、町へやってきたみなもは、不思議な少年キョウと出会う。「呪われた町へようこそ、呪われた子供よ」。本当の両親の手がかりを探すうちに謎の怪異に巻き込まれたみなもは、そこでキョウと再会し自分にかけられた呪いの正体を知る。果たしてみなもは謎の呪いの封印を解くことができるのだろうか。

## 登場人物
加々美みなも（かがみみなも）
主人公。東京在住の15歳。高校1年生。年の離れた姉がいる。
差出人不明の手紙と、本当の両親から贈られた「みなも」と彫られているペンダントを手がかりに枚坂町を調査するうち、キョウから落人の墓を探さないと秋までに死ぬという宣告を受けてしまう。
揚羽翔（あげはしょう）
枚坂町で一番大きいホテル「揚羽亭」のオーナーの一人息子。那由他のクラスメート。父親が町の有力者であることから、大人でも彼に対して頭が上がらない。業俊と瓜二つの容姿をしている。
キョウ
枚坂町でみなもが最初に出会った、10歳くらいの少年。
みなものことを呪われた子供と呼び、自分のことを嘘吐きで嘘の固まりだと言う。全てを知っているかのような謎めいた物言いや神出鬼没な行動をすることが多い。他人を「セカイのスキマ」に入れる力を持っている。
雪村那由他（ゆきむらなゆた）
夏の間居候することになった叔父の家の娘でみなもの従妹。中学3年生。揚羽翔とは同じクラスで幼馴染。
真面目ないい子で人から頼まれた事を断れない。「た」で終わる自分の名前が男の子みたいで気に入っておらず、「なゆ」と呼ばれる方を好む。しかし、みなもや翔からは「なゆすけ」「なゆぞう」と密かにあだ名をつけられている。
水無月先生（みなづきせんせい）
那由他や翔の通う中学校の担任。担当科目は歴史。枚坂町の歴史を研究しており蟲落人伝説にも詳しい。
過去に起こった事件の日時をすらすら言い当てるほど記憶力がいい。落人の墓に眠る財宝の処遇を巡って円能と対立する立場にある。通販が趣味。
円能（えんのう）
枚坂町にある平坂寺の僧侶。40代の男性。
初対面のみなもに会うなり家族構成その他個人情報を一発で見抜き、東京に帰れと言い放つ。金銀財宝目当てに落人の墓を探しており、研究目的の水無月と対立している。カメラのついていない古い携帯を愛用している。
八面環（やつらたまき）
旭町からやって来た目つきの悪い赤毛の少年。高校1年生。前作「隙鬼間」の登場人物。呪術や陰陽道に詳しい。
世界隙間研究部の活動の一環で枚坂町へやってきたが、金欠のため野宿したり住み込みのバイトをしながら長期滞在を続けている。
平業俊（たいらのぎょうしゅん）
蟲落人。ゲームのタイトル画面に登場する。安部の一門に弟子入りし陰陽師となり、平家一族を呪いから救うなどの功績を立てたが、源平争乱の際に平坂村（今の枚坂町）へと落ち延びた。

## 用語
スキマ
キョウが持つ、過去に起こった出来事を他人に追体験させることができる力。スキマに入るには四つの条件「名前」「日時」「場所」「持ち物」を揃える必要がある。今作ではみなも以外にもスキマに入れる人間が登場する。
蟲落人伝説（むしおちうどでんせつ）
源平の合戦に敗れて落ち延びた平業俊が、都恋しさに狂って鬼となり村人を襲ったという伝説。業俊が陰陽道によって使役する式神が蟲だったため、蟲落人と呼ばれるようになった。源氏の侍に追い詰められて死ぬ間際に蟲たちに命令して亡骸と財宝を埋めさせ、いずれ復活し自分を陥れた村人の肝を食らうと言い残した、村人との間に子孫を残した、生きて辺境へ落ち延びたなど、伝説には様々なバリエーションが存在する。
蟲死の呪い（むしののろい）
みなもの左手に現れた漢数字のアザ。怪奇に近づいたり精神的な衝撃を受けると痛みが生じ、数字が減っていく。漢数字が零になった瞬間にアザから大量の蟲が這い出て体と心を貪り食われて死ぬ。そうなった際には人の存在そのものが消え、自分を覚えている人間が誰もいなくなってしまう。本来は人に蟲の形をした式神の卵を埋め込んで魔に近づけ、この世のものでない魔力を与える術。その魔力で呪いをかけられた人間は壺を封印できるようになる。
壺
強烈な妖気を放つ呪いの壺。町のいたる場所にあり、業俊が作ったとされる。壺の放つ邪気が霊を呼び寄せ怪奇現象を起こし、人の黒い感情と結びつくと狂気に走らせる。
百鬼夜行
夜になると町のどこかに幽霊が集団で現れる現象。町民の中にも目撃者が多数おり、体調を崩し寝込んでしまった者もいる。また、生きたまま取り込まれた者は意識不明となる。
金鬼教（きんききょう）
十数年前に平坂寺の住職が興した新興宗教。本堂のご本尊は落人のミイラで、拝むと利益があるとされている。また、ミイラの欠片を煎じて飲むと病気が直るという噂だが、入手には高額の御布施を必要とする。
噂
町の探索で聞くことができる怪奇や怪談の話。収集した噂は「噂ファイル」で見返すことができる。また、集めた数によってウェブサイト上で閲覧できる「イベント画廊」の内容に変化が生じる。今作では環から聞いた部活の話も噂に含まれている。

## システム
基本的に前作と変わらないが、新たに「命数」が追加されている。
命数（めいすう）
ウィンドウの左上に表示され、最大値と現在値が存在する。最大値はみなもの左手のアザと同じ数字。
怪奇に遭遇したり百鬼夜行に出会うと現在値が減っていき、零になるとバッドエンドになる。スキマの中で選択肢に失敗した際も数字が減る場合がある。巻の冒頭や特定のイベントで命数は回復するが、最大値以上の値には回復しない。RPGにおけるHPと最大HPの関係に近い。
エンディング
ストーリーは第壱拾壱話で終了し結果がノーマルとグッドの２つに分かれる。グッドを見た場合は第壱拾弐話が始まり、友情、翔、円能、環、水無月、キョウの6種類の内容に分岐する。第壱拾弐話ではそれぞれのキャラクターとの別れや真相などが描かれ、特にキョウエンドではシリーズを通しての謎の一部が解き明かされる。

## スタッフ
- キャラクターデザイン：睦月ムンク